# Entre-deux-Monts
Entre-deux-Monts es una localidad y comuna francesa situada en la región de Franco Condado, departamento de Jura, en el distrito de Lons-le-Saunier y cantón de Planches-en-Montagne.

## Demografía
| 134 | 139 | 99 | 102 | 114 | 123 | 146 |
| Para los censos de 1962 a 1999 la población legal corresponde a la población sin duplicidades (Fuente: INSEE [Consultar]) |     |    |     |     |     |     |